# إيفيلينا نيكولوفا
إيفلينا جورجيفا نيكولوفا (البلغارية: Евелина Георгиева Николова; مواليد 18 يناير 1993، بتريتش) هي لاعبة مصارعة حرة بلغارية فازت بإحدى الميداليات البرونزية في وزن 57 كجم سيدات في دورة الألعاب الأولمبية الصيفية 2020 التي أقيمت في طوكيو، اليابان. فازت بالميدالية البرونزية في بطولة العالم للمصارعة 2015 التي أقيمت في لاس فيغاس، الولايات المتحدة. حصلت نيكولوفا أيضًا على خمس ميداليات في بطولة أوروبا للمصارعة وميدالية برونزية في الألعاب الأوروبية.
في 28 أكتوبر 2022 في اجتماع رسمي للمجلس بيتريتش البلدي، حصلت إيفلينا نيكولوفا، إلى جانب ستة مواطنين بارزين آخرين من بيتريتش، على لقب المواطنة الفخرية لبيتريتش.

## مسيرتها الرياضية
مثلت نيكولوفا مثلت بلغاريا في دورة الألعاب الأوروبية 2015 التي أقيمت في باكو، أذربيجان وفازت بإحدى الميداليات البرونزية في منافسات 55 كجم. في نفس العام فازت أيضًا بالميدالية البرونزية في حدث 55  كجم في بطولة العالم للمصارعة 2015 التي أقيمت في لاس فيغاس، الولايات المتحدة. في مباراة الميدالية البرونزية هزمت بانج تشيان يو من الصين.
في بطولة أوروبا للمصارعة 2019 التي أقيمت في بوخارست، رومانيا، فازت بالميدالية الفضية في منافسات 55 كجم. وفي المباراة النهائية، خسرت أمام إيرينا هوسياك من أوكرانيا. في عام 2020، تنافست نيكولوفا في حدث 55  كجم في بطولة أوروبا للمصارعة حيث خرجت من المنافسة على يد صوفيا ماتسون في أول مباراة لها. فاز ماتسون بإحدى الميداليات البرونزية. في مارس 2021، تأهلت نيكولوفا في بطولة التصفيات الأوروبية للتنافس في دورة الألعاب الأولمبية الصيفية 2020 في طوكيو، اليابان.وبعد شهر، فازت بإحدى الميداليات البرونزية في حدث 57 كجم في بطولة أوروبا للمصارعة 2021 التي أقيمت في وارسو، بولندا. في دورة الألعاب الأولمبية الصيفية 2020، فازت نيكولوفا بمباراتها الأولى ضد جوفيتا ورزيسين من بولندا، في وزن 57 كجم سيدات وفازت أيضًا بمباراتها التالية ضد أناستازيا نيتشيتا من مولدوفا. ثم خسرت في الدور نصف النهائي أمام إيرينا كوراتشكينا من بيلاروسيا. في مباراة الميدالية البرونزية، هزمت فاليريا كوبلوفا ممثلة اللجنة الأولمبية الروسية. في أكتوبر 2021، تم إقصاء نيكولوفا في مباراتها الثانية في حدث وزن 57 كجم للسيدات في بطولة العالم للمصارعة في أوسلو، النرويج.
في فبراير 2022، فازت نيكولوفا بالميدالية الذهبية في حدث وزن 57 كجم في بطولة بطولة دان كولوف ونيكولا بيتروف التي أقيمت في فيليكو تارنوفو، بلغاريا. في نفس الشهر، فازت بالميدالية الذهبية في منافساتها في بطولة يسار دوجو 2022 التي أقيمت في إسطنبول، تركيا. في أبريل 2022، فازت بالميدالية الفضية في حدث 57  كجم في بطولة أوروبا للمصارعة التي أقيمت في بودابست، المجر. شاركت في حدث 57 كجم في بطولة العالم للمصارعة 2022 التي أقيمت في بلغراد، صربيا.
فازت نيكولوفا بالميدالية البرونزية في منافساتها في بطولة دان كولوف ونيكولا بتروف 2023 التي أقيمت في صوفيا، بلغاريا. فازت بإحدى الميداليات البرونزية في حدث 57  كجم في بطولة أوروبا للمصارعة 2023 التي أقيمت في زغرب، كرواتيا. هزمت ماتيلد ريفيير من فرنسا في مباراة الميدالية البرونزية. فازت نيكولوفا بالميدالية الفضية في حدث 57  كجم في بطولة أوروبا للمصارعة 2024 التي أقيمت في بوخارست، رومانيا. تنافست نيكولوفا في بطولة التصفيات الأولمبية الأوروبية للمصارعة 2024 في باكو، أذربيجان على أمل التأهل إلى دورة الألعاب الأولمبية الصيفية 2024 في باريس، فرنسا. تم إقصاؤها في مباراتها الثانية ولم تتأهل للأولمبياد. كما شاركت في بطولة التصفيات الأولمبية العالمية للمصارعة 2024 في إسطنبول، تركيا دون التأهل للألعاب الأولمبية.

## الإنجازات
| السنة | البطولة                   | الموقع                      | النتيجة       | الحدث             |
| ----- | ------------------------- | --------------------------- | ------------- | ----------------- |
| 2015  | الألعاب الأوروبية         | باكو، أذربيجان              | المركز الثالث | مصارعة حرة 55 كجم |
| 2015  | بطولات العالم             | لاس فيغاس، الولايات المتحدة | المركز الثالث | مصارعة حرة 55 كجم |
| 2019  | بطولة أوروبا              | بوخارست، رومانيا            | المركز الثاني | مصارعة حرة 55 كجم |
| 2021  | بطولة أوروبا              | وارسو، بولندا               | المركز الثالث | مصارعة حرة 57 كجم |
| 2021  | الألعاب الأولمبية الصيفية | طوكيو، اليابان              | المركز الثالث | مصارعة حرة 57 كجم |
| 2022  | البطولات الأوروبية        | بودابست، المجر              | المركز الثاني | مصارعة حرة 57 كجم |
| 2023  | بطولة أوروبا              | زغرب، كرواتيا               | المركز الثالث | مصارعة حرة 57 كجم |
| 2024  | بطولة أوروبا              | بوخارست، رومانيا            | المركز الثاني | مصارعة حرة 57 كجم |